# Безсмертная, Марианна Сергеевна
Мариа́нна Серге́евна Безсме́ртная (урожд. Юркевич, 2 мая 1915, Москва — 1991, Москва) — советский и российский геолог, минералог, минерограф, петрограф и петролог, кандидат геолого-минералогических наук (1957), разработчик новых методов диагностики полезных ископаемых, деятельная участница и автор открытия ряда новых минералов. В течение четверти века — ведущий сотрудник Института минералогии, геохимии и кристаллохимии редких элементов, в конце 1950-х — начале 1960-годов заново перепроверившая и частично ревизовавшая минералогическую коллекцию института.
В 1979 году в честь Марианны Безсмертной и её мужа Владимира Безсмертного (1912-2002):63 назван найденный на Камчатке новый минерал безсмертновит (англ. bezsmertnovite), по составу — сложный плюмботеллурид золота, меди, железа и серебра, яркостью цвета превосходящий даже золото.:113

## Биография
Марианна Юркевич родилась в Москве. Отец, Сергей Юркевич — земский врач, мать — сельская учительница. После ранней смерти мужа в 1922 году мать продолжила преподавать литературу в московских школах. В 1929 году Марианна поступила в геологоразведочный техникум, а затем, с 1933 по 1938 год училась в Московском геологоразведочном институте. В 1941 была отправлена в эвакуацию, сначала в Рязанской области, а затем дальше — во Фрунзе.:184 В 1941–1945 годах — начальник геологической партии Киргизского геологического управления Министерства геологии. В последний год войны работала в Кировоградском геологическом управлении, затем вернулась в Москву. В 1945–1950 годах последовательно занимала должности старшего лаборанта, ассистента и, наконец, младшего научного сотрудника в Институте цветных металлов и золота им. М.И. Калинина. Следующие семь лет (1950–1957) провела в Алтайской полиметаллической экспедиции, сначала как геолог, а затем — начальник геологической партии.:184
Вернувшись в Москву, в 1957 году защитила кандидатскую диссертацию. В том же году поступила на работу в Московский Институт минералогии, геохимии и кристаллохимии редких элементов, где проработала до 1988 года, сначала в должности младшего научного сотрудника отдела минералогии, а с 1962 года — старшего научного сотрудника по специальности «Минералогия и петрография». Долгое время проработала в кабинете минераграфии, более десяти лет занимала должность заведующей кабинетом рудной микроскопии. Областью её специализации стала область микроскопических исследований руд. За время работы в ИМГРИ была ответственным исполнителем десяти научных тем.:184-185
Почти пятьдесят лет Марианна Безсмертная была замужем за известным московским геологом, специалистом в области геологии рудных месторождений, доцентом политехнического и педагогического института Владимиром Безсмертным,:63 с которым они в 1950-1970 годы составляли продуктивный научный тандем. Большинство должностей, которые занимала Марианна Безсмертная после 1940 года, так или иначе, были связаны с послужным списком её мужа. Сам В. Безсмертный происходил из семьи, известной в московских геологических и минералогических кругах. Будучи сыном бакинского фельдшера, он приходился племянником Марии Безсмертной (Бессмертной), ассистентке и доверенному лицу Владимира Вернадского, в конце 1910-х годов стоявшей у истоков советской биохимии. В 1918–1919 гг. в киевской биохимической лаборатории при синдикате сахарозаводчиков Вернадский организовал первые исследования по определению химического состава живых организмов. Активное участие в проведении этих экспериментов принимала Мария Бессмертная.:185-186
В 1979 году в честь Марианны Безсмертной и её мужа был назван новый золотосодержащий минерал безсмертновит, найденный годом ранее разведывательной геологической партией на Агинском золотоносном месторождении (Центральная Камчатка, Быстринский район). Авторами открытия выступили московские геологи-минерологи Э.М. Спиридонов и Т.Н. Чвилева. Вместе с тем, именно Марианна Безсмертная настояла на включении имени мужа в номинационный список минерала безсмертновит, таким образом, обозначая себя как неотъемлемую часть семейного научного тандема. Это была её единственная просьба или важное условие, выдвинутое Татьяне Чвилёвой и Эрнсту Спиридонову при выдвижении минерала на утверждение комиссии Академии наук и Мингеологии СССР в 1979 году. В противном случае, она не дала бы своего согласия на такое название минерала.:294-295
Марианна Безсмертная была награждена почётным знаком «Отличник разведки недр СССР». Как ведущий специалист в своей области состояла членом Научного Совета при Мингео СССР по проблемам новых методов диагностики минералов, также была членом Французского минералогического общества и членом Комиссии при Международной минералогической ассоциации (Кембридж, Великобритания). До 1988 года Марианна Безсмертная продолжала работать в ИМГРЭ. Скончалась в 1991 году в Москве.

## Научная деятельность
Все научные работы Марианны Безсмертной датируются начиная с 1957 года и связаны исключительно с её деятельностью в рамках микроскопических исследований руд в кабинете рудной микроскопии ИМГРЭ. Как соавтор работ по оптическим методам исследования минералов она отличалась скрупулёзным профессионализмом, а также широтой и либеральностью взглядов. Получила широкую известность в профессиональных кругах как первооткрыватель нескольких минералов, среди которых, прежде всего, волынскит, а также халькоталлит, купростибит и билибинскит.:184 Последний из перечисленных стал титульным минералом для новой категории редких рудных теллуридов, получившей название «группа билибинскита», куда впоследствии вошли также богдановит, безсмертновит, риккардит и другие новые минералы.
Главным достижением Марианны Безсмертной в области оптического анализа минералов стала опубликованная в 1969 году монография «Определение теллуридов под микроскопом» (в соавторстве с Л. Логиковой и Л. Соболевой), не только сделавшая ей имя, но ставшая серьёзной вехой в определении и анализе целой группы минералов, до того момента слабо изученной и малоизвестной даже для специалистов. До середины 1960-х годов сведения о многих теллуридах в советской и мировой минералогии оставались настолько смутными, что позволило М. С. Безсмертной в 1965 году употребить в этом отношении следующую формулировку: «...опубликованные лабораторные и аналитические сведения о калаверите и креннерите настолько противоречивы и запутаны, что совершенно исключают возможность использования их в диагностических целях».:45
Развивая эту тему, авторы монографии отмечали в предисловии к первому изданию, что «...современное состояние изученности теллуридов не обеспечивает достаточно надёжного их определения...»:5 Одновременно они отмечали, что теллур, несмонтря на его малое содержание в земной коре, имеет тенденцию к образованию большого числа собственных минералов. Для изучения геохимических закономерностей существования теллура в рудном процессе, прогнозной оценке сырья, а также суждения о способах извлечения на первый план вышли проблемы диагностики минералов этого элемента.:5 Однако общее состояние минералогии в конце 1960-х годов не позволяло в достаточном качестве достоверности соответствовать ни одной из поставленных задач. Сочетание этих двух факторов и привело к принципиальной необходимости вывода не только советской, но и мировой науки на новый технологический и методический уровень изучения теллуридов.
В процессе создания эталонов <минералов> авторы пришли к убеждению, что трудности при коллекционировании рудных минералов редких элементов возникают не в единичных случаях, а систематически. Основной причиной этого является то, что в настоящее время к изучению минералов мы подходим с иных методических позиций. Большинство старых и относительно старых данных, имеющихся в литературе, было получено без микроскопического контроля изучаемых объектов. Использование такого контроля, а также других перечисленных выше современных способов диагностики нередко приводит к расхождению между вновь полученными данными и старыми сведениями даже в отношении одних и тех же образцов.:6-7
Целью создания монографии стало как раз коренное изменение существующего положения. И если до выхода работы М. Безсмертной многие из теллуридов золота-серебра и сходных с ними полиметаллических руд считались не существующими или не найденными на территории СССР, то 1970-е годы в корне изменили прежнее положение дел.
С середины 1960-х и первую часть 1970-х годов Марианна Безсмертная работала в тесном и продуктивном сотрудничестве с находившейся под её руководством кандидатом минералогических наук Татьяной Чвилёвой. Вместе они занимались разработкой и совершенствованием современных методов диагностики микровыделений рудных минералов в отражённом свете. В ходе систематических исследований были изучены и классифицированы спектры отражения более чем для 300 минералов и, что главное, выявлена зависимость отражения от вариаций состава в изоморфных группах, позволявшая с ранее недоступной точностью производить микродиагностику. Уже в конце 1970-х годов проведённые М. Безсмертной и Т. Чвилёвой исследования позволили открыть и детально изучить ранее неизвестную группу минералов золота, в которой было найдено и подробно описано как минимум три новых для науки минерала.:115-116 В 1982 году по результатам проведённых работ была описана новая группа билибинскита.:140-141
Одним из новых минералов этой группы стал безсмертновит, названный в честь М. С. Безсмертной; по составу — плюмботеллурат меди и золота (с присутствием серебра и железа), открытый в 1978 году и годом спустя получивший утверждённое международной ассоциацией наименование.

## Минералы соавторства М. Безсмертной
- 1965 — Волынскит[10]
- 1968 — Халькоталлит
- 1969 — Купростибит[16]
- 1979 — Билибинскит[17]

## Научные публикации
- Безсмертная М. С. К вопросу о сингенетичности алтайских полиметаллических руд и вмещающих пород. 1957 г.[18]
- Безсмертная М. С., Горжевский Д. И. Околорудные изменения полиметаллических месторождений Алтая. — Известия АН СССР Серия геол., №10, 1958 г.
- Безсмертная М. С., Соболева Л. Н. Новый теллурид висмута и серебра, установленный новейшими микрометодами. — М.: Изд-во АН CCCP, 1963 г. (труды ИМГРЭ, вып. 18).[19]
- Безсмертная М. С., Соболева Л. Н. О волынските — новом теллуриде висмута и серебра. 1965 г.[20] — М.: Наука, 1965 г. — 304 с.
- Безсмертная М. С. О научно-исследовательской и педагогической деятельности Игоря Сергеевича Волынского.[20] — М.: Наука, 1965 г. — с. 5-10
- Безсмертная М. С. Редкие элементы в золоторудных месторождениях Советского Союза. — М.: Труды ЦНИГРИ, 1967 г., вып.76.
- Безсмертная М. С., Чвилева Т. Н. Опыт ревизии музейных коллекций рудных минералов. Тезисы докладов; второе совещание по новым методам исследования минералов и горных пород. — М.: Изд-во МОИП, 1967 г.
- Безсмертная М. С., Логикова Л. А., Соболева Л. Н. Определение теллуридов под микроскопом. — М.: Наука, 1969 г.
- Безсмертная М. С., Чвилева Т. Н. О новых прогрессивных методах и аппаратуре для исследования оптических свойств рудных минералов. 1971 г.[21]
- Безсмертная М. С., Козеренко С. В., Колпакова Н. Н. Зелигманит и синнерит из Эльбрусского полиметаллического месторождения. 1973 г.[22]
- Безсмертная М. С., Вяльсов Л. Н. Риккардит (Cu7Te5) и вулканит (CuTe) из Быньговского месторождения. 1973 г.[22]
- Безсмертная М. С., Чвилева Т. Н., Агроскин Л. С. и др. Определение рудных минералов в полированных шлифах по спектрам отражения и твёрдости. — М.: Недра, 1973 г.
- Безсмертная М. С., Чвилева Т. Н. Определитель рудных минералов в отраженном свете. — М.: Недра, 1976 г. — 69 с.
- Чвилёва Т. Н., Клейнбок В. Е., Безсмертная М. С. Цвет рудных минералов в отражённом свете. — М.: Недра, 1977 г.
- Спиридонов Э. М., Безсмертная М. С., Чвилёва Т. Н., Безсмертный В. В. Билибинскит Au3Cu2PbTe2 — новый минерал золото-теллуридных месторождений. — М.: Записки Российского минералогического общества, том 107, № 3,, 1978 г. — с. 310-315.
- Чвилева Т. Н., Безсмертная М. С., Спиридонов Э. М. и др. Справочник-определитель рудных минералов в отражённом свете. — М.: Недра, 1988 г. — 504 с.